# Exorista duplaria
Exorista duplaria là một loài ruồi trong họ Tachinidae.